# 高寺台镇
高寺台镇，是中华人民共和国河北省承德市承德县下辖的一个乡镇级行政单位。

## 行政区划
高寺台镇下辖以下地区：
高寺台村、乔杖子村、东营村、唐杖子村、山西营村、张营村、郭杖子村、下河口村、北观音堂村、营房村、马营村、纪营村、龙潭村、王营村、兴隆街村、三岔口村和车营村。